# Giacomo Zani
Giacomo Zani (Casalmaggiore, 9 luglio 1932 – Casalmaggiore, 17 giugno 2021) è stato un direttore d'orchestra e musicologo italiano.
È stato direttore della Casa Musicale Sonzogno dal 1977 al 2011, curando le edizioni critiche di importanti opere come Pagliacci, Andrea Chénier, Cavalleria Rusticana e Aureliano in Palmira.

## Biografia
Dopo gli studi in pianoforte e composizione portati avanti in Italia con docenti qualificati (Alberto Soresina, Tommaso Alati, Giulio Cesare Parabeni e Antonino Votto) si trasferisce a Parigi per proseguire le lezioni con il belga Robert Blot. Conseguito in Francia il diploma in direzione d'orchestra (nel frattempo si era anche laureato in farmacia), rientra in Italia dove frequenta i corsi internazionali estivi tenuti da Franco Ferrara. Dopo aver vinto un concorso indetto dalla RAI, inizia la sua carriera a livello internazionale.
Dedicatosi dapprima esclusivamente al genere sinfonico, su consiglio di Giulio Confalonieri si indirizza con successo al repertorio operistico, soprattutto pucciniano. Su proposta di Gianandrea Gavazzeni viene nominato direttore stabile dell'orchestra del Teatro Massimo di Palermo; in seguito, ottiene la direzione artistica al Teatro del Giglio di Lucca. Viene invitato a dirigere in Corea del Sud, a Seul.
Amico di molti artisti quali Luciano Chailly, Gian Carlo Menotti, Vittorio Patané, collabora con i maggiori protagonisti delle scene teatrali e concertistiche del tempo. Dirige tra gli altri Luciano Pavarotti, Maria Dragoni, Rajna Kabaivanska, Leyla Gencer, Katia Ricciarelli, Luciana Serra, Leo Nucci, Giacomo Aragall, Renata Scotto, Alfredo Kraus, la violinista Pina Carmirelli, il pianista Antonio Bacchelli. Sale sul podio per l'ultima volta a Seul nel 2005 dirigendo Andrea Chénier.
Terminata la carriera come direttore, continua a occuparsi di musica collaborando, in qualità di direttore artistico, con la Casa Musicale Sonzogno. In quel contesto rivaluta compositori trascurati e si occupa di revisionare criticamente opere, tra cui i Pagliacci di Leoncavallo, ancor oggi rappresentate nelle versioni da lui proposte. Rassegna le dimissioni dall'incarico a fine 2011, dopo trentaquattro anni di attività.
Tornato a vivere a Casalmaggiore, dona alla comunità la propria imponente biblioteca, oltre alla sua abitazione, una villa liberty destinata a divenire una Casa della Musica e della Cultura.

## Discografia essenziale
- Gioachino Rossini, Aureliano in Palmira (Ezio di Cesare, Denia Mazzola, Luciana D'Intino, Nicoletta Ciliento, Ferrero Poggi, Paolo Orecchia), Orchestra Lirico Sinfonica del Teatro del Giglio di Lucca, Artisti del Coro Associati, Nuova Era, 1992
- Giachino Rossini, Aureliano in Palmira (Luciana Serra, Paolo Barbacini, Helga Müller Molinari, Anna Maria Pizzoli, Bernardino Trotta, Gian Carlo Tosi, Carlo Cava), Orchestra dell'Opera Giocosa di Genova, Coro Gregorio Magno, Maestro del Coro Mauro Trombetta, Ars Nova, 1988 (incisa il 15 settembre 1981, registrazione in studio in LP. Riprodotto in CD dalla Errebiesse. Premio della critica discografica italiana 1982. Prima registrazione mondiale).
- Gioachino Rossini, Lazebnik Sevillsky [Il barbiere di Siviglia], (Antonio Cucuccio, Giuseppe Valdengo, Margherita Guglielmi, Piero Cappuccilli, Gabriella Schubert, Silvano Pagliuca, Franco Piave, Orazio Mori), Orchestra Filarmonica di Praga, Coro Filarmonico Boemo, Maestro del coro Joseph Veselka, Etichetta Supraphon, 1969.
- Gioachino Rossini, Il barbiere di Siviglia (Antonio Cucuccio, Giuseppe Valdengo, Margherita Guglielmi, Piero Cappuccilli, Gabriella Schubert, Silvano Pagliuca, Franco Piave, Orazio Mori), Orchestra Filarmonica di Praga, Coro Filarmonico Boemo, Maestro del coro Joseph Veselka, Fratelli Fabbri, 1970 (inciso il 18 agosto 1969).
- Giuseppe Verdi, Oberto conte di San Bonifacio (Anne Edwards, Joyce Castle, Carlos Montané, Pedro Farrés, Edwards, Watar), Orchestra Radio France, Orpheus Raritas, 1976 (inciso il 4 marzo 1976).
- Gaetano Donizetti, L'elisir d'amore (Elisabeth Norberg-Schulz, Maurizio Comencini, Ernst Daniël Smid, Juan Pedro García Marquéz, Saskia Gerritsen), Coro Forum Filharmonisch, regia G. Del Monaco, Opera Forum (inciso 18 maggio 1990).